# Bo-Lennart Nelldal
Bo-Lennart Nelldal, född 1946, är en svensk forskare och professor emeritus på Kungliga tekniska högskolan (KTH) inom transport infrastruktur och järnväg.

## Biografi
Nelldal disputerade 1981 vid KTH och var adjungerad professor i tågtrafikplanering vid Skolan för arkitektur och samhällsbyggnad på KTH. 
Han är professor emeritus vid Transportplanering på KTH och arbetar i KTH:s järnvägsgrupp. 

## Forskning
Nelldal arbetar med järnvägsfrågor och har undersökt utvecklingen av priser och restid för flyg och tåg mellan 2010 och 2018. Han har också forskat om snabbtåg i Sverige.  